# The Notorious B.I.G.
Christopher George Latore Wallace (21. maj 1972 - 9. marts 1997), bedre kendt under sine kunstnernavne The Notorious B.I.G., Biggie Smalls eller ganske enkelt Biggie, var en amerikansk rapper. Med rod i østkyst-hiphop og især gangsta rap, er han citeret i forskellige medielister som værende en af de største rappere gennem tiderne. Wallace blev kendt for sin karakteristiske afslappede lyriske levering, der opvejede teksternes ofte dystre indhold. Hans musik var ofte semi-selvbiografisk og fortalte om modgang og kriminalitet, men også om udskejelser og fest.
Født og opvokset i Brooklyn, New York City, skrev Wallace pladekontrakt med Sean "Puffy" Combs' selskab Bad Boy Records, da det blev lanceret i 1993, og han fik eksponering gennem flere gæsteoptrædener på andre kunstneres singler det år. Hans debutalbum, Ready to Die (1994), blev mødt med udbredt kritikerros og inkluderede hans signatursange "Juicy" og "Big Poppa". Albummet gjorde ham til den centrale figur inden for østkysthiphop og genoprettede New Yorks synlighed på et tidspunkt, hvor vestkystens hiphopscene dominerede hiphopmusikken. Wallace blev i 1995 tildelt Rapper of the Year af Billboard Music Awards. Det følgende år udgav han sammen med sin protegé-gruppe, Junior M.A.F.I.A., et hold af ham selv og mangeårige venner, inklusive Lil' Kim, debutalbummet Conspiracy.
I løbet af 1996, mens han indspillede sit andet album, blev Wallace fanget i den eskalerende hiphop-fejde mellem øst- og vestkysten. Efter Tupac Shakurs død i et drive-by-skyderi i Las Vegas i september 1996, cirkulerede spekulationer om involvering i Shakurs mord af kriminelle elementer, der kredsede om Bad Boy-kredsen som følge af Wallaces offentlige fejde med Shakur. Den 9. marts 1997, seks måneder efter Shakurs død, blev Wallace myrdet af en uidentificeret overfaldsmand i et drive-by-skyderi, mens han besøgte Los Angeles. Wallaces andet album, Life After Death, et dobbeltalbum, blev udgivet to uger senere. Den nåede nummer et på Billboard 200 og opnåede til sidst en diamantcertificering i USA.
Med yderligere to posthume album udgivet har Wallace certificeret salg på over 28 millioner eksemplarer i USA. Rolling Stone har kaldt ham den "største rapper, der nogensinde har levet". I 2020 blev han optaget i Rock and Roll Hall of Fame.

## Liv og karriere
Notorious B.I.G. blev født i Brooklyn i 1972. Som ung var han med i grupperne The Old Gold Brothers og The Techniques, der for første gang skaffede den berygtede freestyler og narkohandler ind i studiet. Senere fik DJ Mister Cee øje på fyren med den kraftige knoglebygning, hvilket var stærkt medvirkende til, at B.I.G. blev promoveret som 'Unsigned Hype' af hiphopbladet The Source.
Den fremstormende Puff Daddy skrev kort tid efter kontrakt med Notorious B.I.G. på hans nystartede Bad Boy-label. Det førte i 1994 til klassikeren 'Ready to Die', der med singlerne 'Juicy', 'Big Poppa' og 'One More Chance' atter rettede opmærksomheden mod hiphoppens hjemby New York.
Efterfølgende blev B.I.G. involveret i en række forskellige lovovertrædelser. Der var dog også tid til at gifte sig med Faith Evans, have en affære med Junior M.A.F.I.A.-medlemmet Lil' Kim samt arbejde på sit nye album. Størst opmærksomhed var der dog omkring Biggie, da 2Pac anklagede ham og Puff Daddy for at have planlagt et mislykket drabsforsøg på ham, hvilket de begge nægtede.
Da 2Pac blev myrdet i 1996, blev alles øjne rettet mod B.I.G., da 2Pac kort inden havde rappet om sin affære med Biggie's kone Faith Evans.
Han var en del af østkyst hip-hoppen og blev involveret i fejden mellem østkyst hip-hoppen og vestkysthiphoppen. I 1997 blev han dræbt i en drive by shooting i Los Angeles af en ukendt morder.
Efter hans død udkom Life After Death, hvis objektive fortællinger fra det hårde gadeliv på typisk vis kredsede omkring død og kriminalitet.
I 1999 udkom det posthume album Born Again. 2005 bød på endnu et posthumt album med titlen Duets – The Final Chapter.

## Diskografi

### Albums
- 1994: Ready to Die
- 1997: Life After Death
- 1999: Born Again
- 2005: Duets - The Final Chapter